# Делта (окръг, Мичиган)
Вижте пояснителната страница за други значения на Делта.
Окръг Делта (на английски: Delta County) е окръг в щата Мичиган, Съединени американски щати. Площта му е 5159 km², а населението - 38 520 души (2000). Административен център е град Есканаба.